# Herders Ruh

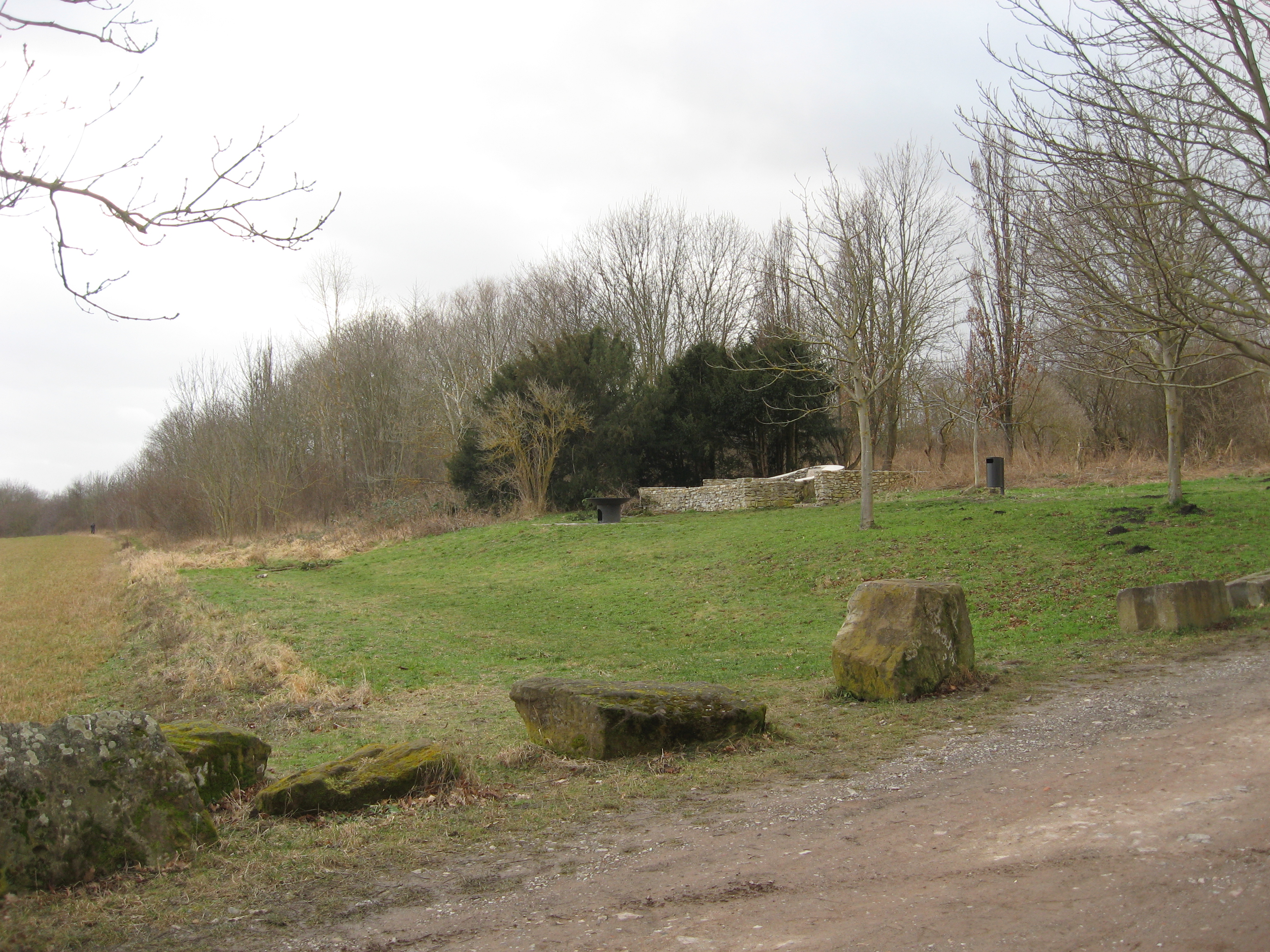
Herders Ruh

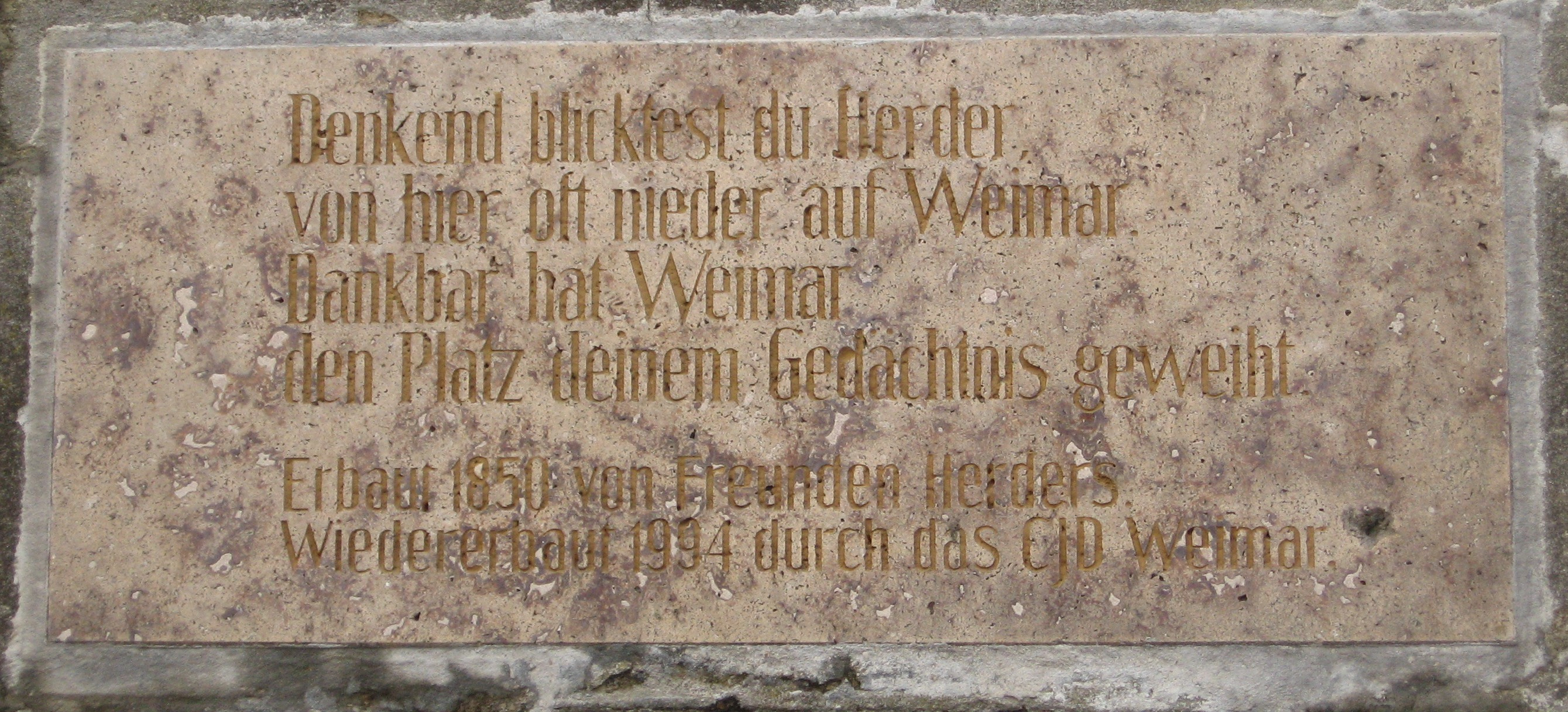
Inschrift

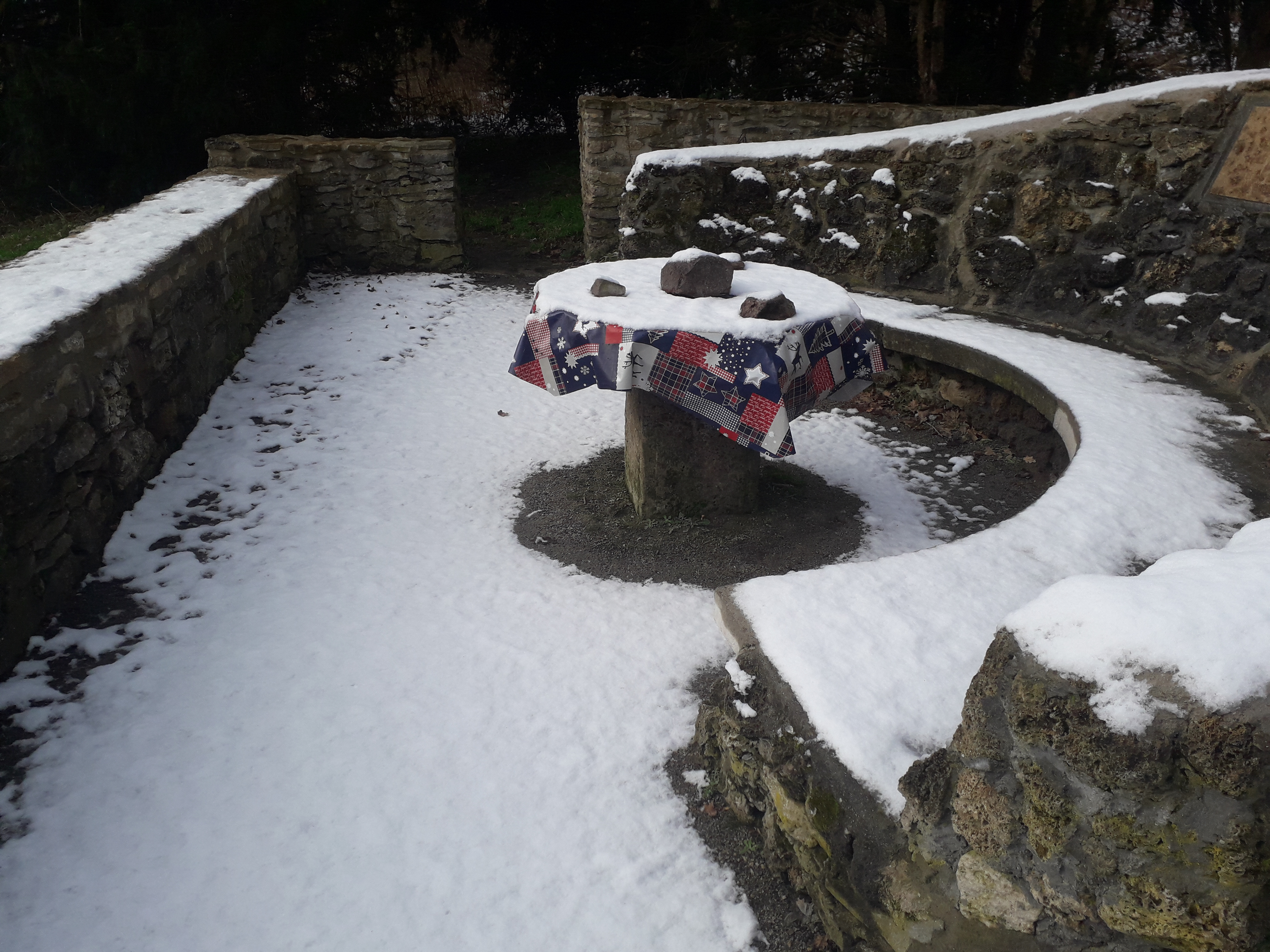
Steintisch

Herders Ruh am Südhang des Großen Ettersberg in Weimar (Kleinroda) zwischen Ettersburger Straße und Buttelstedter Straße ist eine Erinnerungsstätte an Johann Gottfried Herder und zugleich beliebtes Ausflugsziel. Es liegt bei Marienhöhe 1, 99427 Weimar nahe dem Bürgerrödchen oder einfach Rödchen.

## Geschichte und Beschreibung
Es wurde 1841 an dem Ort errichtet, an dem Herder selbst einst oft schweifte und den Blick auf Weimar genoss. Vermutet wird, dass es aus Anlass der Weihe des Herder-Denkmals vor der sog. Herderkirche geschah. Herders Ruh wurde 1850 von Freunden Herders umgestaltet. Es geriet zusehends in Verfall und verschwand zunächst, wurde 1994 jedoch durch das Christliche Jugenddorfwerk (CJD Weimar) wiederaufgebaut. Es ist letztlich eine Steinbank aus Bruchstein mit Ummauerung aus Ehringsdorfer Travertin mit einer Inschrift im elegischen Distichon. Diese lautet: 
Denkend blicktest du Herder,
von hier oft nieder auf Weimar. //
Dankbar hat Weimar
den Platz / deinem Gedächtnis geweiht.
Die Steinplatte hat einen Durchmesser von einem Meter und eine Stärke von ca. 12 Zentimetern.
Es steht auf der Liste der Kulturdenkmale in Weimar. Die Stätte wurde, nach kurzfristiger Sperrung und neuen Renovierungen 2019, um einen öffentlichen Grillplatz ergänzt. Direkt daneben ist das Gelände des gemeinnützigen Vereins Camsin, der Menschen heilsame Begegnungen und Erfahrungen in der Natur und mit Tieren ermöglichen möchte.

## Varia
Im Jahre 1821 wurde August von Herder als Oberberghauptmann berufen. Er förderte die Bergakademie Freiberg und bergmännische Traditionen. Sein Grabmonument in Freiberg wurde 1839/1840 als Herders Ruhe errichtet. Er war zweiter Sohn von Johann Gottfried Herder.
Ein weiteres Herders Ruh befindet sich im Osterzgebirge in Lengefeld.